# Kalynivka
Pour les articles homonymes, voir Kalynivka (homonymes).
Kalynivka (en ukrainien : Калинівка) ou Kalinovka (en russe : Калиновка) est une ville de l'oblast de Vinnytsia, en Ukraine, et le centre administratif du raïon de Kalynivka. Sa population s'élevait à 19 512 habitants en 2025.

## Géographie
Kalynivka se trouve à 25 km au nord de Vinnytsia et à 182 km au sud-ouest de Kyïv, la ville possède une base aérienne de Kalynivka.

## Histoire
Kalynivka est fondée en 1774. Elle reçoit le statut de commune urbaine en 1935.
Au cours de la Seconde Guerre mondiale, la ville est occupée par l'Allemagne nazie du 22 juillet 1942 au 14 mars 1944. Les Juifs, dont la communauté était importante dans la ville, sont enfermés dans un ghetto avant que plusieurs centaines de juifs de la ville et des environs soient assassinés. Les exécutions de masse sont perpétrées par une unité d'Einsatzgruppen en mai 1942
Kalynivka accède au statut de ville en 1979.

## Population
Recensements (*) ou estimations de la population :
| 1923* | 1926* | 1959* | 1970* | 1979*  | 1989*  | 2001*  |
| ----- | ----- | ----- | ----- | ------ | ------ | ------ |
| 2 466 | 2 426 | 8 734 | 9 777 | 17 439 | 19 751 | 20 061 |

| 2011   | 2012   | 2013   | 2014   | 2015   | 2016   | 2017   |
| ------ | ------ | ------ | ------ | ------ | ------ | ------ |
| 19 335 | 19 284 | 19 291 | 19 226 | 19 203 | 19 035 | 18 987 |

## Lieux d'intérêt

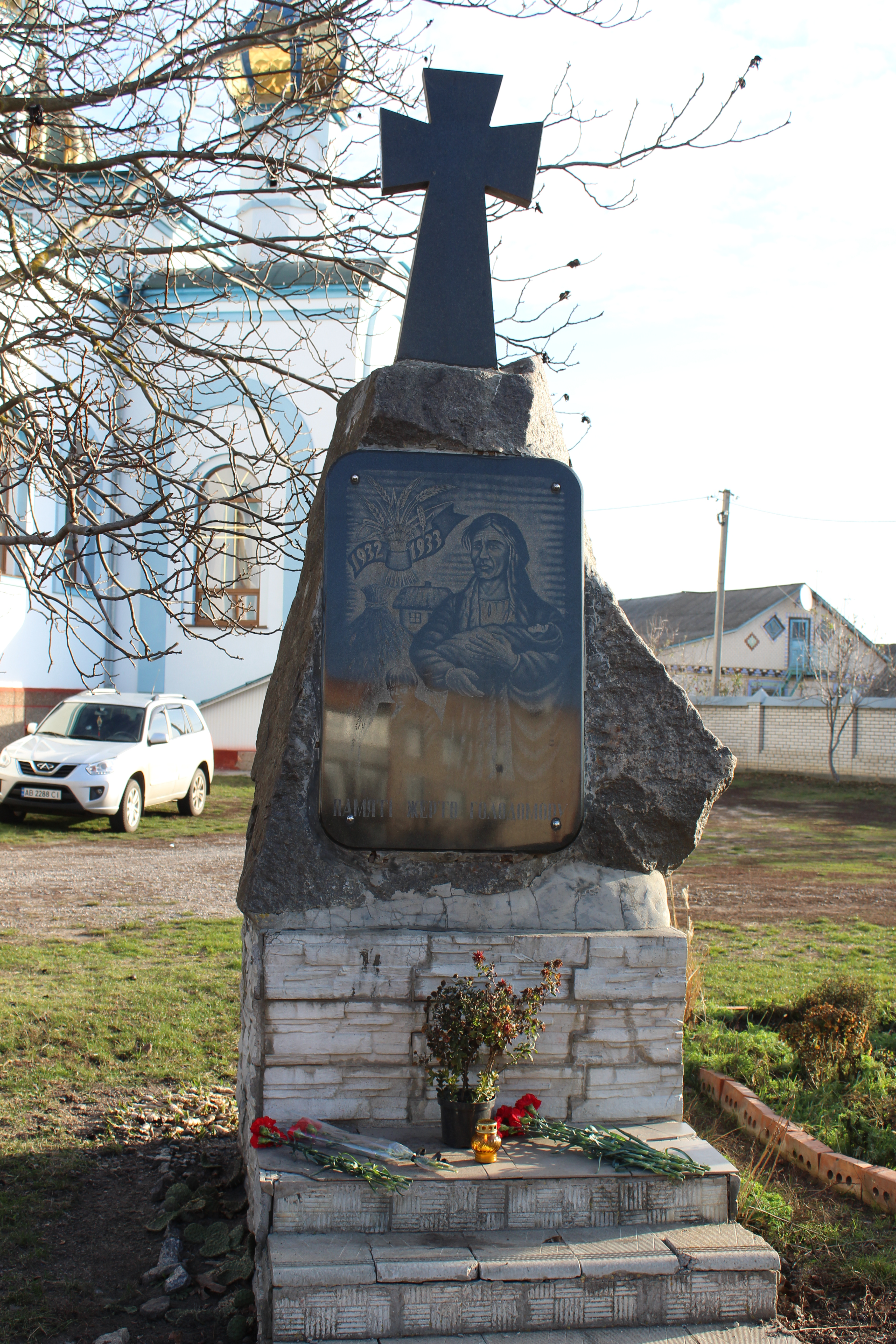
Mémorial à l'Holodomor,
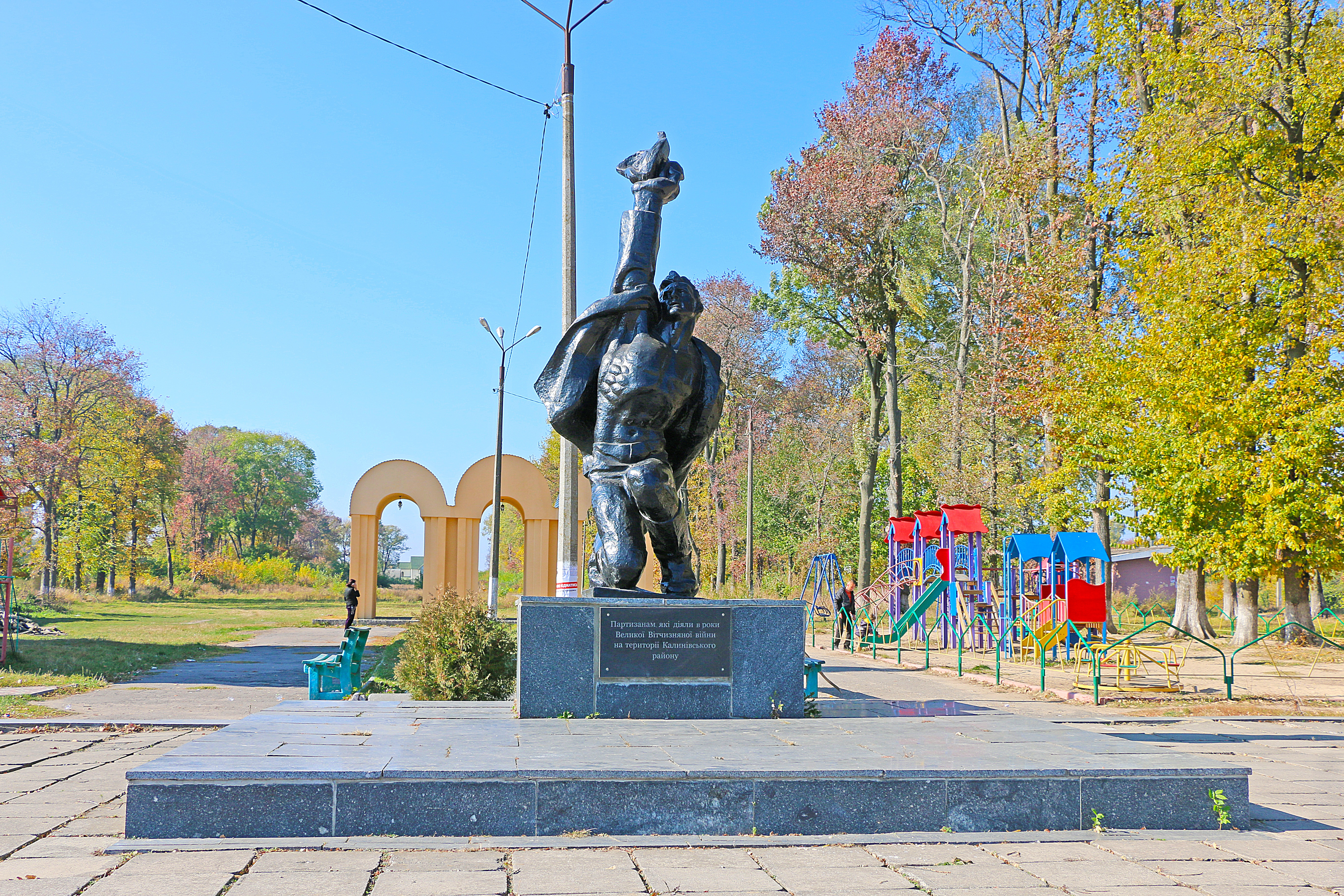
le mémorial aux partisans de la Grande guerre patriotique, classé[5],
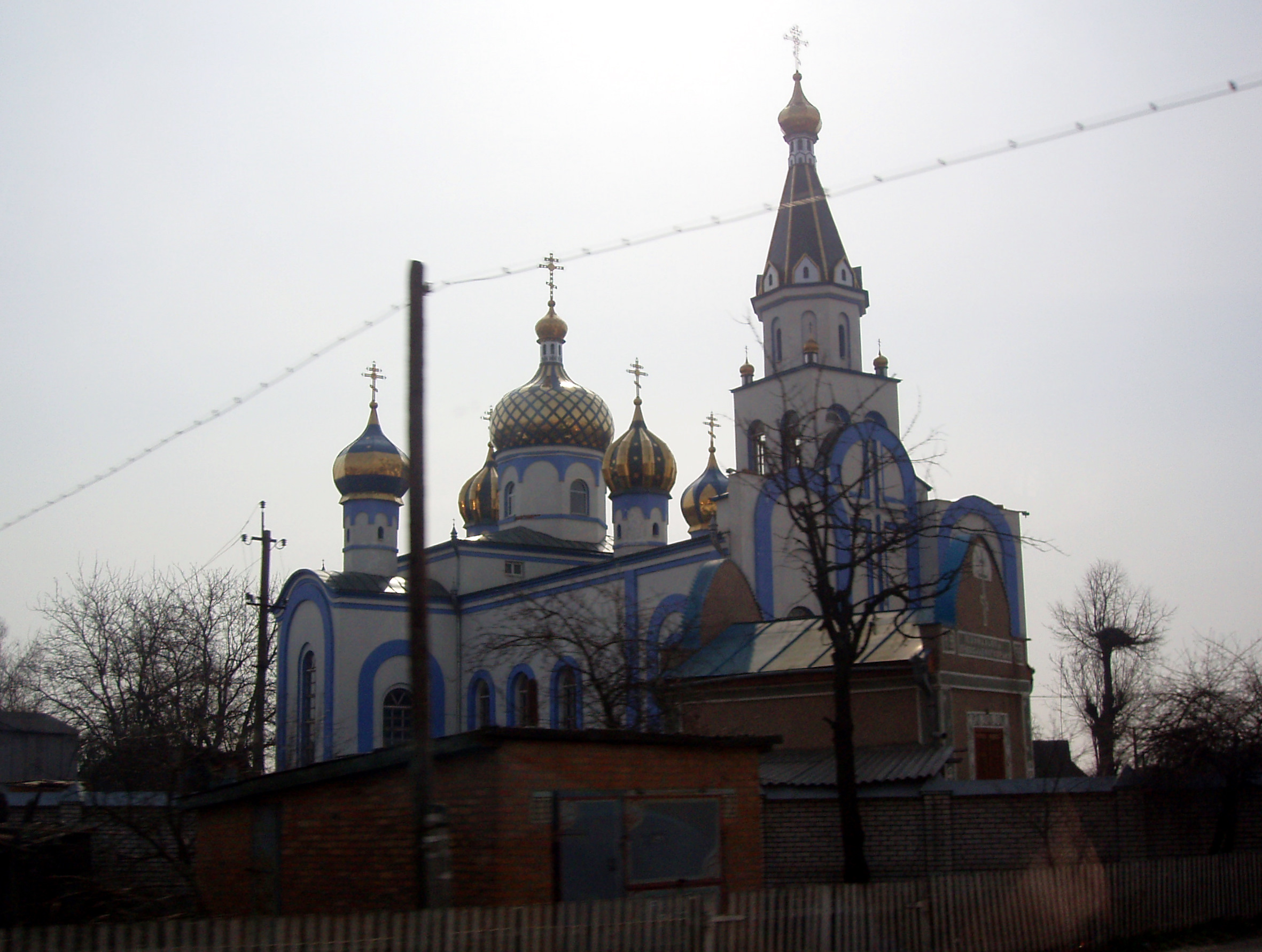
l'église st-Paraclese,
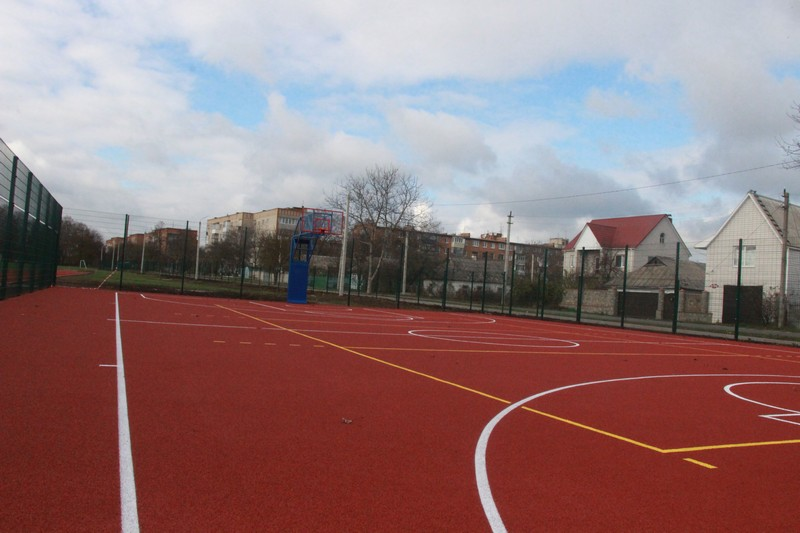
le stade.

## Personnalités

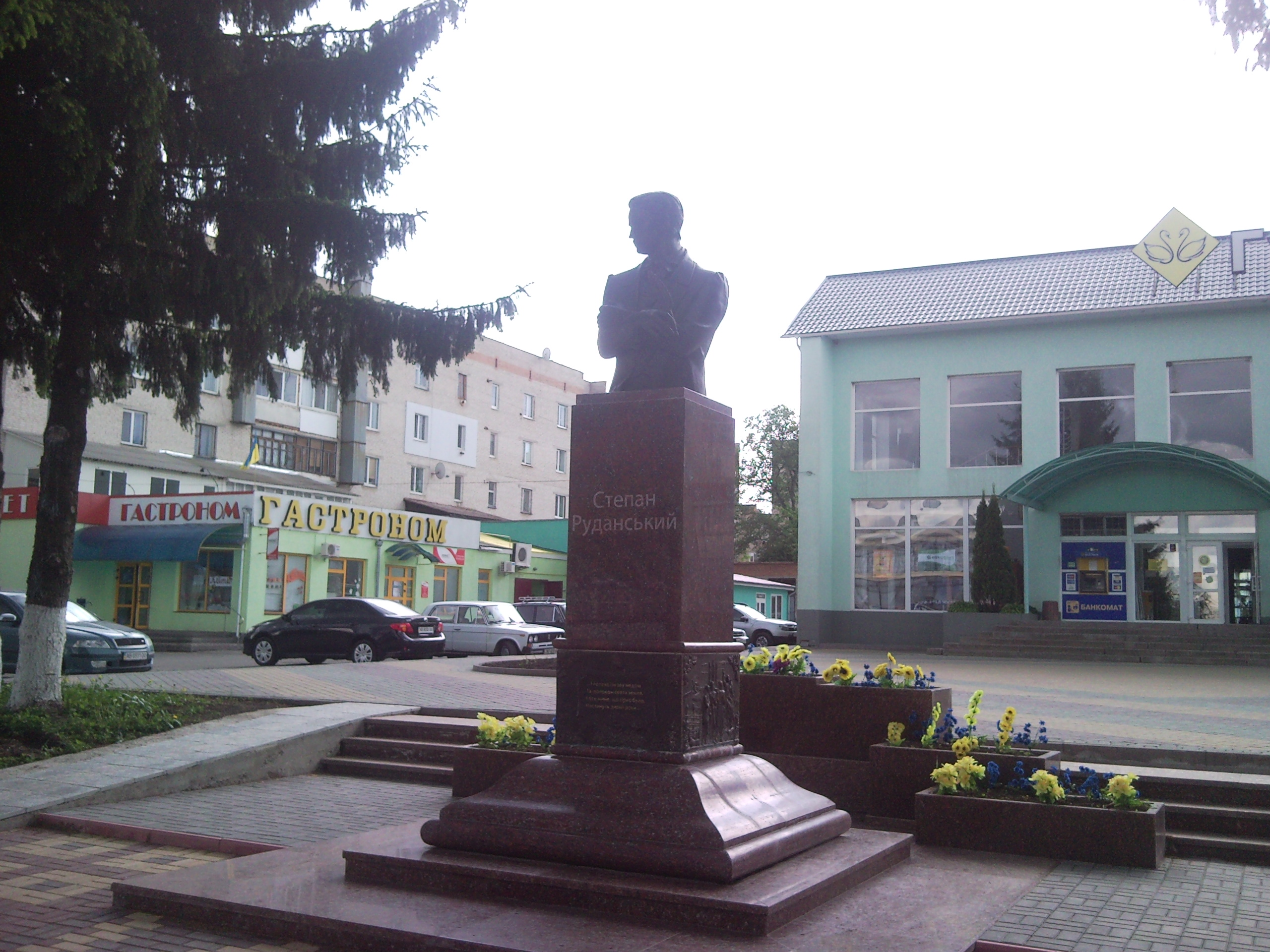
Buste de Stepan Rudansʹkyj, médecin et auteur.

La 14e brigade opérationnelle de la garde nationale y est en casernement.